# Прыжки с трамплина на зимних Олимпийских играх 1964
Соревнования по прыжкам с трамплина на зимних Олимпийских играх 1964 года прошли с 31 января по 9 февраля. Соревнования по прыжкам с большого трамплина проходили на Бергизель, с обычного — в Зефельде. Это были первые Игры, на которых было больше одного вида состязаний в прыжках с трамплина.

## Общий медальный зачёт
| Место | Страна    | Золото | Серебро | Бронза | Всего |
| ----- | --------- | ------ | ------- | ------ | ----- |
| 1     | Норвегия  | 1      | 1       | 2      | 4     |
| 2     | Финляндия | 1      | 1       | 0      | 2     |
| Всего | Всего     | 2      | 2       | 2      | 6     |

## Медалисты
| Вид                 | Золото                     | Серебро                    | Бронза                     |
| ------------------- | -------------------------- | -------------------------- | -------------------------- |
| Нормальный трамплин | Вейкко Канкконен Финляндия | Торальф Энган Норвегия     | Торгейр Брандтсег Норвегия |
| Большой трамплин    | Торальф Энган Норвегия     | Вейкко Канкконен Финляндия | Торгейр Брандтсег Норвегия |